# Liste der Monuments historiques in Broyes (Oise)
Die Liste der Monuments historiques in Broyes (Oise) führt die Monuments historiques in der französischen Gemeinde Broyes auf.

## Liste der Objekte
| Bezeichnung          | Beschreibung                         | Standort                 | Kennzeichnung | Schutzstatus | Datum | Bild |
| -------------------- | ------------------------------------ | ------------------------ | ------------- | ------------ | ----- | ---- |
| Liturgische Gewänder | Stoff, 18. Jahrhundert               | in der Kirche St-Nicolas | PM60000413    | Classé       | 1925  |      |
| Prozessionskreuz     | Holz und Silber, 16./19. Jahrhundert | in der Kirche St-Nicolas | PM60000412    | Classé       | 1902  |      |